# Sensenwerk Deutschfeistritz
Das Sensenwerk in Deutschfeistritz wurde 1984 geschlossen und war damit das letzte in der Steiermark. Heute stehen die zwei Produktionshallen unter Denkmalschutz (Listeneintrag) und es wurde das „Museum Sensenwerk Deutschfeistritz“ darin eingerichtet. Zu Spitzenzeiten wurden bis zu 84.000 Sensen im Jahr gefertigt.

## Geschichte

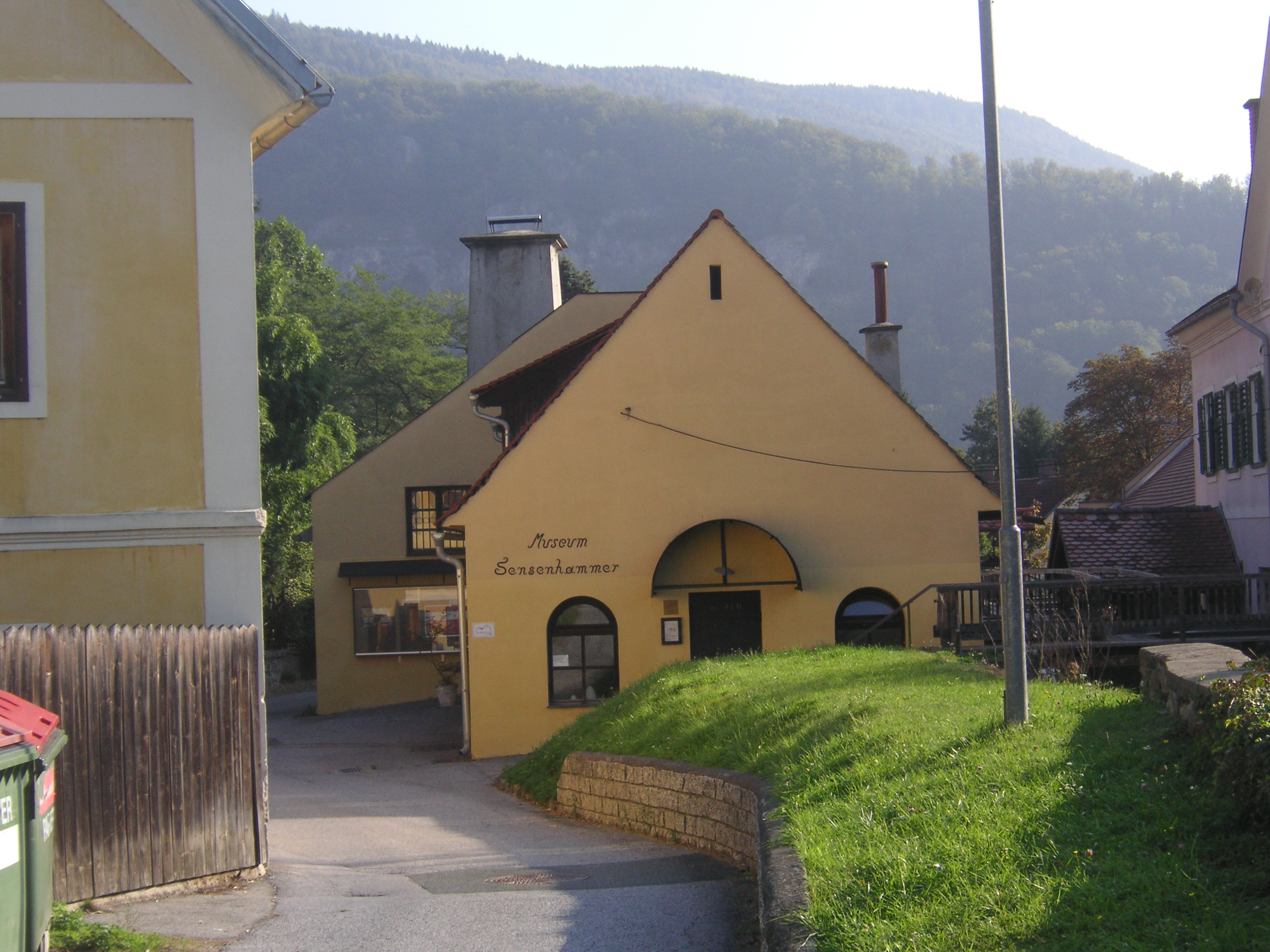
Sensenwerk Deutschfeistritz

Das heute erhaltene Sensenwerk wurde bis 1819 von Johann Pachernegg auf den Resten des abgebrannten Vorgängerbaues errichtet. Im Jahr 1819 erhielt Pachernegg die Erlaubnis den Sensenhammer zu betreiben. 1849 wurde der „Markthammer“ auf dem Platz der alten Mühle errichtet. Im Jahr 1876 musste Pacherneggs Sohn das Werk an den Grazer Wolfgang Trippold verkaufen. Von diesen ging es in den Besitz der Firma Carl Greinitz Erben über, welche die Produktion einstellte. 1931 kaufte Florian Obergruber das Werk und ließ darin wieder Sensen anfertigen. Seine Tochter stellte den Betrieb am 30. Juni 1984 endgültig ein. Das Werk wurde vom 1988 gegründeten Kulturverein restauriert und im Juni 1991 ein Museum eröffnet. Der alte Sensenhammer wird auch als Veranstaltungsort für genutzt, dafür wurde eine der großen Werkhallen mit 160 Sitzplätzen adaptiert.

## Beschreibung
Die beiden, einstöckigen Produktionshallen sind rund 11 Meter breit und 40 bzw. 53 Meter lang. Ihre Fassade ist verputzt und nur die Gewände der Tore bestehen zum Teil aus Naturstein. Die Gebäude werden von ziegelgedeckten Satteldächern mit offenen Holzdachstühlen überdacht. Das südliche der Gebäude wurde an der Westseite mit einem Wohngeschoß überbaut. Weiters wurde ein achteckiger, aus Ziegeln gemauerter, Schornstein mit Gesimsgliederung angebaut. Zwischen den beiden Gebäuden befindet sich der Werkskanal mit einem  hölzernen Fluder und sechs Wasserrädern. Unterhalb des Fluders befindet sich ein Verbindungsgang.
Im Markthammer befindet sich eine Inschrift mit den Initialen „J. P.“ und dem Erbauungsjahr. In den beiden Hallen sind noch alle Produktionsmaschinen erhalten. So findet man in der südlichen Halle alle Maschinen um einen Sensenrohling zu fertigen, während in der nördlichen Halle das Ausspitzen, Schleifen, Härten und die Feinarbeit erfolgte.